# Солнцева, Евдокия Леонтьевна
Евдокия Леонтьевна Солнцева (1917, СССР — 1998, Москва) — советский учёный-зоолог и энтомолог, одна из первых в Москве исследователей ногохвосток (коллембола), преподаватель зоологии беспозвоночных на биолого-химическом факультете МГПИ. Известна как консультант в определении коллембол, автор научных статей и учебных пособий.

## Биография
Родилась[где?] в 1917 году[уточнить].
В 1967 году защитила диссертацию по теме «Фауна и экология коллембол Московской области»
Работала ассистентом и доцентом на кафедре зоологии Биолого-Химического факультета МГПИ.
Изучала энтомологию и экологию «низших насекомых», вредителей сельского-хозяйства и почвенных обитателей (в основном микроартроподы).
Описала новый вид коллембол, найденного на полуострове Таймыр — Morulina ghilarovi Solntseva, 1964
Приняла участие в создании и развитии на Биолого-Химическом факультете МГПИ научного направления по изучению ногохвосток (Collembola), современная научная школа «Систематика и синэкология почвенных животных».
К 1982 году для ельников Подмосковья Е. Л. Солнцевой с соавторами было указано 95 видов ногохвосток.
Регулярно выступала с докладами на Всесоюзных совещаниях по почвенной зоологии.
Скончалась в 1998 году[уточнить], похоронена на Ваганьковском кладбище

## Публикации
Основные статьи:
- Солнцева Е. Л. Распределение ногохвосток в разных типах леса в условиях Московской области // Зоологический журнал. 1962. Т. 41. № 5. С. 688—692.
- Солнцева Е. Л. Ногохвостки (Collembola) Подмосковья: [с иллюстрациями и кратким определителем] // Учёные записки Московского государственного педагогического института им. В. И. Ленина. М.: МГПИ, 1964. С. 307—382.
- Солнцева Е. Л. Видовой состав и сезонная динамика численности коллембол на пахотных землях нечерноземной полосы Европейской части СССР // Зоологический журнал. 1967. Т. 46. № 7. С. 1058—1062.
- Чернова Н. М., Злобина И. И., Солнцева Е. Л. Вертикальное распределение клещей и коллембол в темно-серой лесной почве под дубравой // Экология. 1973. № 2. С. 66—75.
- Солнцева Е. Л., Бабенко А. Б., Кузнецова Н. А., Надточий С. Э., Уваров А. В. Коллемболы (Collembola) Московской области // Почвенные беспозвоночные Московской области. М., 1982. С. 97—107.

## Память
В честь неё описана был назван новый вид коллемболы, найденный на острове Сахалин — Morulina solnzevae Dunger, 1973.